# Марк Атілій (поет)
Марк Атілій (лат. Marcus Atilius, кінець III століття до н. е. — початок II ст. до н. е.) — давньоримський поет, драматург-комедіограф часів Римської республіки.

## Життя та діяльність
Походив з плебейського роду Атіліїв. Про його діяльність згадується лише у Волкація Седигіта, Марка Теренція Варрона та Марка Туллія Цицерона. Волкацій у переліку драматургів-комедіографів ставив Атілія на п'яте місце. Цицерон та Варрон також гарно відгукувалися про творчість Атілія.
З його доробку відомо лише за згадками в інших авторів. Працював у жанрі паліати. У своїх п'єсах наслідував Теренцію. Також відомо, що Атілій переклав латиною п'єсу Софокла — «Електра».